# Frogwares
Frogwares es una empresa ucraniana desarrolladora de videojuegos fundada en el año 2000, que ha lanzado juegos como 80 días, El Pendiente de Plata y Viaje al Centro de la Tierra o la saga sobre Sherlock Holmes.